# Жабченко Ігор Валентинович
І́гор Валенти́нович Жа́бченко (нар. 1 липня 1968, Київ) — колишній український та радянський футболіст, півзахисник та захисник.

## Кар'єра гравця
Вихованець ДЮСШ «Динамо» (Київ). Потрапив туди у віці 8 років за сприяння тренера Олександра Шпакова. Відтоді повністю присвятив себе підготовці до великого футболу.
У 1986 році зарахований до київського «Динамо-2», проте незабаром на тренуванні отримав перелом ноги і вибув зі складу. У 1987 році повернувся до складу дубля, забив за сезон два м'ячі. У 1988 році провів 4 гри на Кубок Федерації футболу СРСР. На початку 1989 року перейшов до клубу 2-ї ліги чемпіонату СРСР Динамо (Біла Церква), за який провів 4 гри. З 2-ї половини 1989 року — у команді КФК «Сула» (Лубни), у складі якої забив 11 м'ячів.
У 1990 році, слідом за Анатолієм Коньковим, відправився до Ленінграда, сподіваючись закріпитися в основі місцевого «Зеніта». Незабаром після початку турніру в першій лізі Конькова відправили у відставку. Разом із ним залишили клуб багато футболістів, які прийшли в міжсезоння. Жабченко знову повернувся до «Сули», де за кілька ігор забив три м'ячі. У тому ж 1990 році дебютував у команді 2-ї ліги Кремінь. У Кременчуці провів чотири повних сезони, зіграв 107 матчів, забив 23 м'ячі.
1993 року за Жабченко, в Кременчук, спеціально приїжджали представники одеського Чорноморця — Григорій Бібергал та Володимир Плоскіна і пропонували переїхати до Одеси. Жабченко практично без роздумів погодився. Проте вже в Одесі в нього закралися сумніви в правильності вибору і він було повернувся до Кременчука, але Віктор Прокопенко зробив все можливе, щоб Жабченко перейшов в «Чорноморець». У новому клубі також був гравцем основи, часто забивав.
У складі одеситів став володар Кубка України 1993/94 року, був 2-кратним срібним призером чемпіонату України (1995, 1996) і бронзовим призером (1994). Крім того, дебютував у єврокубках — відіграв 2 матчі в Кубку Кубків проти швейцарського «Грассгоппера».
1995 року на матчі чемпіонату України з футболу «Чорноморець» — «Кривбас» були присутні представники ізраїльського клубу Бней-Єгуда. Вони переглядали Юрія Сака, але в підсумку зупинили свій вибір на Жабченко, оскільки останній у тій грі був лідером команди — зробив гольову передачу та забив гол зі штрафного. Сам Жабченко переїхати до Ізраїлю був проти, та «Чорноморець» віддав гравця в оренду. У новому клубі пробув три місяці, але гравцем основи так і не став — провів на полі лише 3 гри.
Після того, як Віктор Прокопенко став головним тренером волгоградського Ротора, Жабченко також зважився на перехід у російський чемпіонат. Однак у футболіста почалися проблеми зі спиною, була виявлена велика грижа, після чого він довго лікувався. 1997 року уклав річний контракт із донецьким Шахтарем, але й там через травми не зумів проявити себе. Потім до 2001 року грав у кількох командах України та Росії. У 2001 році провів одну гру за клуб «Система-Борекс», де в підсумку після двох важких травм завершив ігрову кар'єру.
Всього у вищій українській лізі на позиціях флангового захисника і півзахисника провів 152 матчі і забив 21 м'яч. За збірну України зіграв 11 матчів. Дебют 28 жовтня 1992 р. в товариському матчі зі збірної Білорусі.

## Тренерська кар'єра
По завершенні кар'єри — тренер. Працював з командою «Система-Борекс» (2001–2002 роки). З березня 2003 року очолював юнацьку збірну України (U-16).
У 2008—2010 роках був головним тренером футбольного клубу «Зірка». У 2010—2011 роках очолював ПФК «Суми», клуб із 2-ї ліги. При ньому команда посіла 2-ге місце в лізі. Перед початком сезону 2011/12 знову очолив «Зірку», але вже в листопаді 2011 року покинув клуб.
У 2013 році очолив «Гірник-Спорт» і першого ж сезону вивів команду з першого місця в Другій лізі - до Першої. «Плавнянці» при цьому здобули 25 очок у 36 матчах. Дуже успішним для команди Жабченка був і другий сезон 2014/2015 — бронзові медалі Першої ліги. Набагато менш успішним був третій сезон у команді з Горішніх Плавнів, команда фінішувала на 12 позиції. Керівництво клубу завдяки попереднім досягненням висловило довіру тренеру й родовжити співпрацю з Ігорем Жабченком. Однак за підсумком осінньої частини сезону «Гірник-Спорт» опинився у зоні вильоту, а команда потрапила в скандал у зв'язку з підозрою ставок на матч із маріупольським «Іллічівцем». У підсумку співпрацю із Жабченком було припинено.
Вдруге президент клубу Петро Каплун звернувся до послуг Ігоря Жабченка в середині вересня 2019 року, коли «Гірник-Спорт» жахливо стартував у розіграші Першої ліги й залишився без головного тренера, а команда займала 15 місце в турнірній таблиці. Новому наставнику вдалося стабілізувати гру й чемпіонат «гірники» завершили на 9 місці — в середині турнірної таблиці. Наступного сезону 2020/2021 команда Ігоря Жабченка зайняла те саме місце в таблиці, а у сезоні 2021/2022, коли розпочалося повномасштабне вторгнення Росії, зуміла покращити позиції - фінішувала 6-ю. Цього разу невдачі спіткали команду Ігоря Жабченка в четвертому сезоні після омолодження складу — «Гірник-Спорт» зайняв останнє місце в групі Б і потрапив до групи «Вибування». У той же час термін дії угоди між тренерським штабом і клубом завершився, сторони його не продовжили.
На початку червня 2023 року Ігор Жабченко очолив команду-переможця Другої ліги - Ниву з села Бузова, що на Київщині.

## Досягнення
- Володар Кубка України (1): 1993/94
- Срібний призер чемпіонату України (3): 1994/95, 1995/96, 1998/99
- Бронзовий призер чемпіонату України (1): 1993/94
- Фіналіст Кубка Інтертото (1): 1996
- Срібний призер Першої ліги України (1): 1998/1999